# Portão do Mar (Velas)

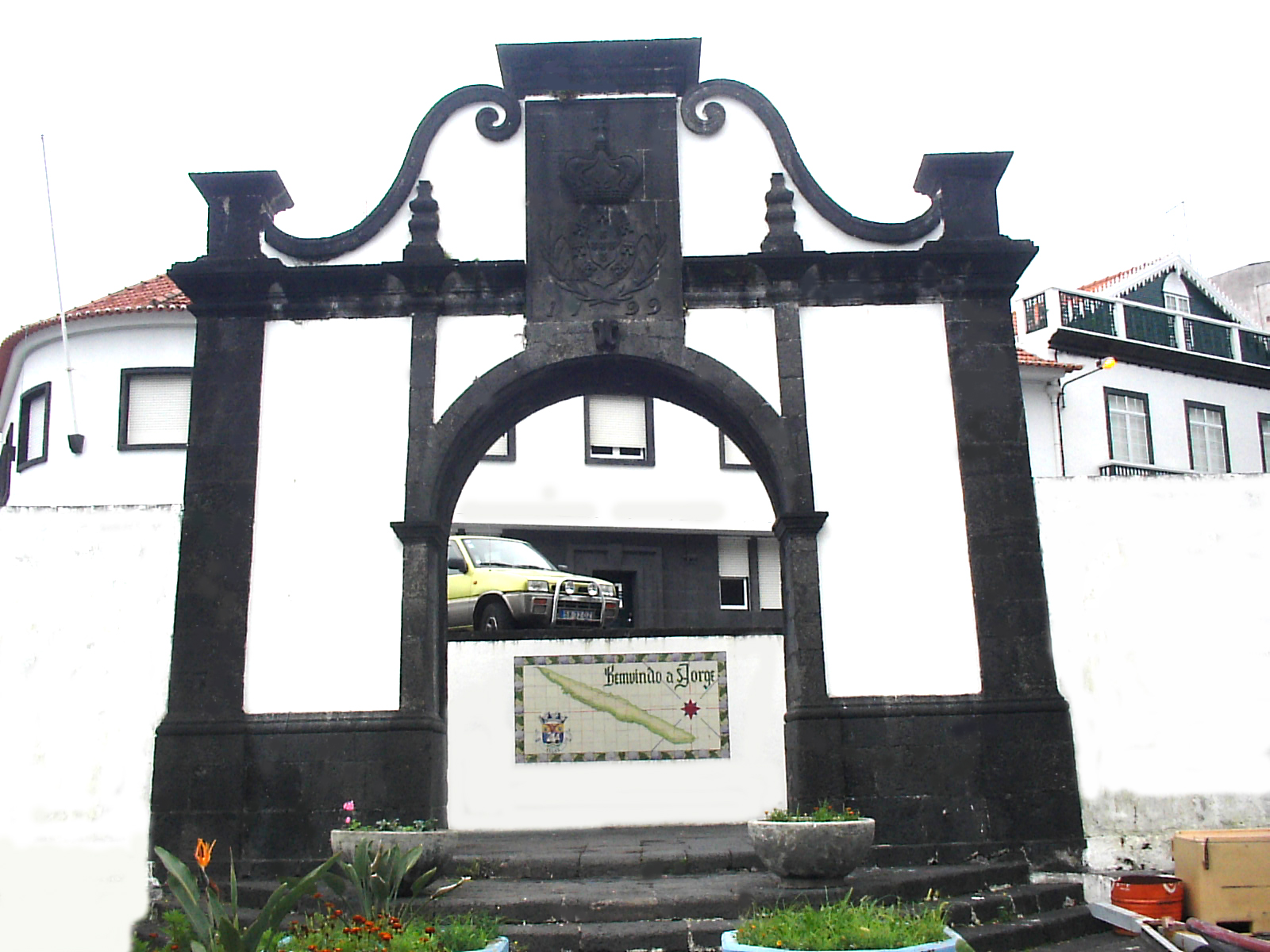
Portão do Mar, Velas.

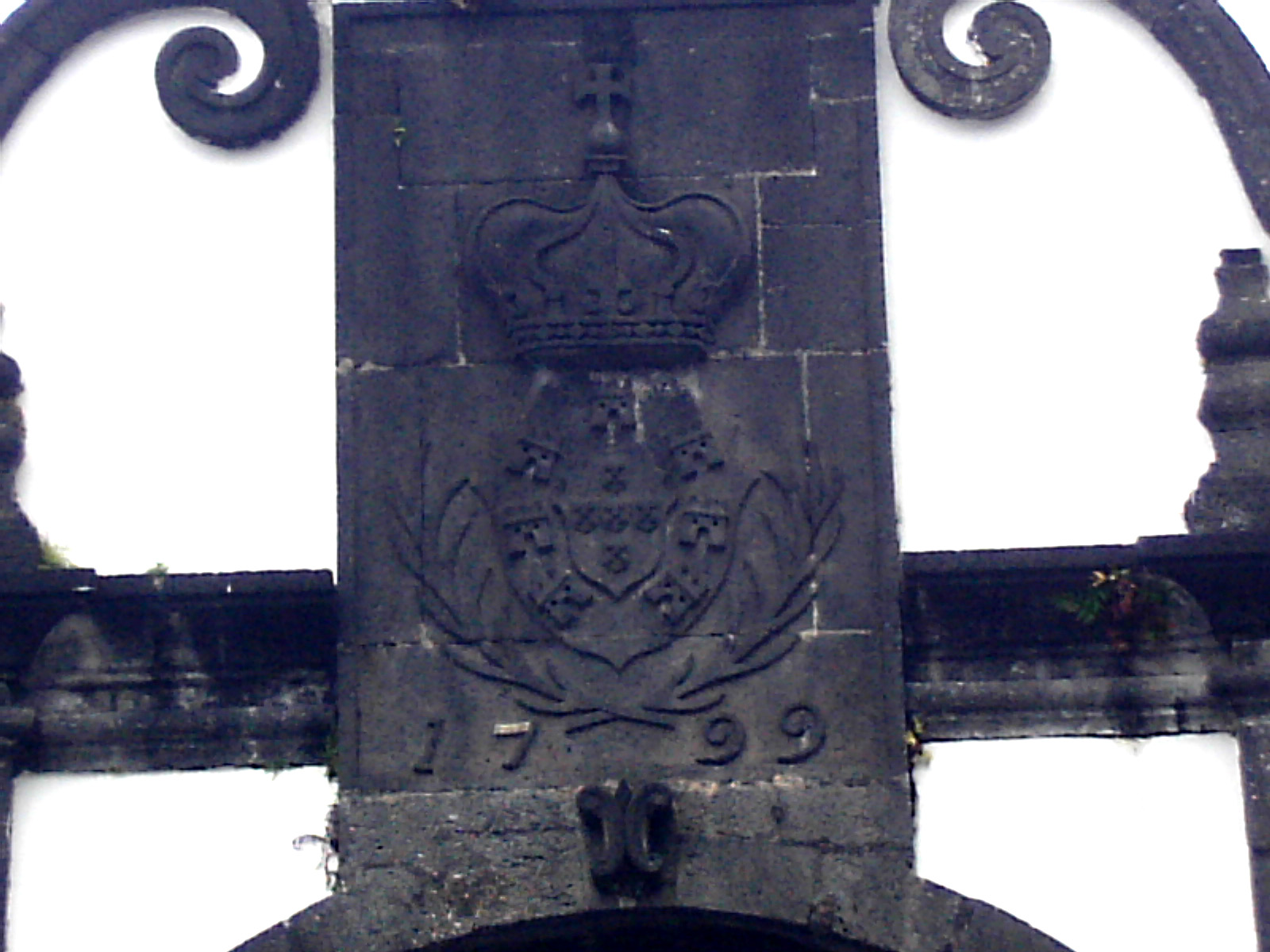
Portão do Mar: brasão de armas.

O Portão do Mar localiza-se no cais da vila e freguesia das Velas, concelho de mesmo nome, na ilha de São Jorge, nos Açores.

## História
A estrutura foi edificada como parte do sistema defensivo da vila, entre os anos de 1797 e 1799, por Matias de Avelar, da conhecida família dos "Arquitetos Avelares" ou "Arquitetos Velenses" que, por mais de 150 anos exerceram o seu ofício na ilha, produzindo algumas das suas mais emblemáticas obras arquitetónicas.
Como em uso à época, as muralhas do porto das Velas eram fechadas por portões no acesso do cais para terra, que eram fechados à noite.
Na parte superior deste portão encontram-se as armas reais de Portugal.
Atualmente este portão e as muralhas do Forte de Nossa Senhora da Conceição são tudo o que resta das antigas defesas da vila.